# Manuel Pando Fernández de Pineda
Manuel de Pando y Fernández de Pinedo, 2e marquis de Miraflores, 4e comte de la Ventosa, grand d'Espagne, né à Madrid le 22 décembre 1792 et mort le 20 février 1872 dans la même ville, est un noble et homme d'État espagnol, deux fois Premier ministre, plusieurs fois ministre d'État et président du Sénat.

## Œuvres
- Apuntes histórico-críticos para escribir la historia de la revolución de España, desde el año 1820 hasta 1823 (1834).
- Documentos a los que se hace referencia en los apuntes histórico-críticos sobre la Revolución de España (1834).
- Memorias para escribir la historia contemporánea de los siete primeros años del reinado de Isabel II. (1843)
- Luis Felipe de Orleans, último Rey de los franceses y su época (1851).
- Pedro Téllez Girón, Príncipe de Anglona (1851).
- De la reforma de la Constitución de 1845 verificada en 1857 y del Proyecto de Ley proponiendo la supresión de sus artículos 18 y 28 de aquella reforma (1864).
- Vida política del marqués de Miraflores, escrita por él mismo (1865).
- España antes y después de 1833. (1868)
- Francisco Javier Istúriz y Montero (1871).